# Sierra Leone na Letnich Igrzyskach Olimpijskich 2000
Reprezentacja Sierra Leone na Letnich Igrzyskach Olimpijskich 2000 w Sydney liczyła dwie osoby, jednego mężczyznę i jedną kobietę.

## Występy reprezentantów Sierra Leone

### Lekkoatletyka
Mężczyźni 100m
- Alpha B. Kamara

1. Runda 1 — 10.74 (8 miejsce)
Kobiety 100m
- Ekundayo Williams

1. Runda 1 — 12.19 (6 miejsce)